# 隋长青
隋长青（1903年5月—1987年12月8日），又名刘建平，吉林海龙人，中国人民解放军开国大校。

## 生平
8岁开始在家劳动。11岁外出谋生当长短工，给地主放马、打柴、种地。1920年3月到哈尔滨道外太古街永增猪店当学徒。1922年6月参加东北军，在吉林、沈阳、北京、承德等地驻扎。1930年6月离开军队，到密山县当工人。1930年11月到海参崴的通南码头当搬运工。1933年4月在苏联小洞口海口当装卸工人。1935年8月在饶河县小南河村参加东北抗日同盟军第四军四团三连当战士。1935年12月由连长张连生等介绍入党。1936年7月在虎林县莲花泡战斗立功任东北抗日联军第四军四团三连连长。1936年11月15日任东北抗日联军第七军第三师第七团副团长。1937年5月任团长。1938年12月任东北抗日联军第七军第三师副师长。1939年3月任第七军第三师代师长、第二路军第二支队第二大队长。1941年初退入苏联境内后，负责修建北野营，任大队长。1942年8月整编为抗联教导旅，任第三营第六连上尉连长。
1945年日本投降后，9月15日，隋长青化名刘建平，与朴英善进驻敦化县。刘建平任驻敦化苏军卫戍司令部上尉副司令，随即着手组建革命武装。后任敦化县保安司令部司令、敦化县保安团团长。1946年7月任吉东警备二旅副旅长。1947年10月任吉东军分区副司令。1948年4月任延边军分区司令员。1949年1月任吉林省军事部副部长。
中华人民共和国成立后，1952年12月任吉林省军区副参谋长。1956年6月任延边军分区副司令员。吉林省政协第一、二、三、四届委员。在吉林省军区副军职离休。荣获二级八一勋章、二级独立自由勋章、二级解放勋章。